# Mikania micrantha
Mikania micrantha (укр. Міканія мікранта) — вид квіткових рослин з родини айстрових, роду міканія (Mikania).

## Опис

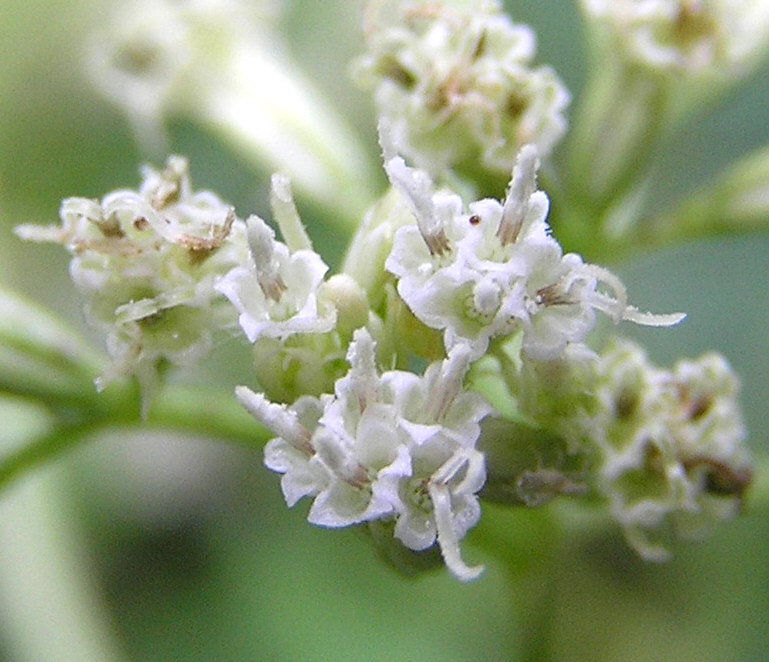
Квітка Mikania micrantha

Лози стрункі, гіллясті. Стебла жовтуваті або буруваті, зазвичай кулясті, злегка смугасті, голі або рідко опушені. Листки супротивні; черешок 1—6 см; лопать яйцеподібна, 3—13 × близько 10 см, обидві поверхні голі з численними залозистими плямами, основа серцеподібна, край цілісний або грубозубчастий, верхівка коротко загострена. Суцвіття щитковидна волоть, головка скупчена на підшкірних гілках; філярії довгасті, близько 3,5 мм, голі або опушені, верхівка коротко загострена; віночки білі, 2,5—3 мм, трубка вузька, відгін широкодзвониковий, всередині сосочковий. Сім'янки 1,5—2 мм, 4-ребристі, з багатьма розсіяними залозками; щетинки брудно-білі, близько 3 мм. Цвіте і плодоносить цілий рік. 2 n = 36, 72.

## Поширення
Батьківщиною цього виду є Карибський басейн, Центральна і Південна Америка та Мексика. Натуралізований у Китаї, широко інтродукований в Азії та на островах Тихого океану.